# Římskokatolická farnost Havraň
Římskokatolická farnost Havraň (lat. Havrana, něm. Hawran) je zaniklá církevní správní jednotka sdružující římské katolíky v Havrani a okolí. Organizačně spadala do krušnohorského vikariátu, který je jedním z deseti vikariátů litoměřické diecéze.

## Historie farnosti
Již před rokem 1384 byla v místě plebánie. Od roku 1674 jsou vedeny matriky.
Farnost existovala do 31. prosince 2012 jako součást farního obvodu farnosti Most - in urbe. Od 1. ledna 2013 zanikla sloučením do farnosti Vtelno u Mostu.

### Duchovní správcové vedoucí farnost
Začátek působnosti jmenovaného v duchovní správě farnosti od:
- 1408   Joannes
- 1574   Lucas Žatecký
- 1608   Simon Pico
- 1609   Tobias Alb. Vulpsius, O.Cr.
- 1619   Iacobus Ursin
- Iacobus Sontag O.Cr.
- 1633   Iacobus Benedictus Judex
- 1645   Jacobus Richter
- 1656   Martinus Elger
- 1661   Cornelius Cremer
- 1674   Amandus Hofmann
- 1708   Michaël Welka
- 1724   Josephus Anton. Klem
- 1728   Franciscus K. Laube
- 1732   Michaël Böse
- 1734   Restitutus Zwicker
- Josephus Klemm
- 1765   Antonius Fischer
- 1772   Ign. Seydl
- 1796   Franc. Hasenmayli, † 16. 7. 1802
- 1802   Franc. Zwicker, † 26. 6. 1807
- 1807   Car. Löppen, † 29. 4. 1818
- 1818   Franc. Sicher, n. 28. 10. 1782 Pont., o. 30. 8. 1806, † 13. 1. 1861
- 1861   Franc. Hoffmann, n. 26. 9. 1812 Újezd, o. 1. 8. 1839, † 5. 7. 1882
- 1884   par. vacat, admin. int. Alfred. Forst
- 1885   Adolph. Klepsch, n. 24. 4. 1846 Nollendorf, o. 25. 7. 1871, † 18. 1. 1926
- 1. 6. 1926   Leo Sirch, n. 21. 6. 1879 Memmenhausen (G), o. 15. 6. 1902, exil in Bavaria
- Od 1. 6. 1945  admin. Frider. Wurst
- 29. 11. 1946   Fridericus Schäfer
- 8. 10. 1947   Karel Tizler
- 25. 3. 1951  Oldřich Hodač
- 14. 3. 1955  Václav Truxa O.Cr.
- 15. 9. 1957  Jaroslav Knespl
- 1. 6.  1958   Josef Jíran
- 21. 11. 1976 Radim Hložánka
- 1. 6. 1977     Jan Janáč
- 1. 9. 1980     Stanislav Česlík
- 7. 4. 1986     Josef Nižnanský
- 1. 7. 1986     Jan Janáč
- 1. 6. 1994     Augustin Števica
- 17. 5. 1996   Bohuslav Bártek
- 1. 7.  2001   Josef Hurt
- 1. 7.  2010 – 31. 12. 2012 Grzegorz Marian Czyżewski, admin. exc.[3]

Kromě kněží stojících v čele farnosti, působili ve farnosti v průběhu její historie i jiní kněží. Většinou pracovali jako farní vikáři, kaplani, katecheté, výpomocní duchovní aj.

## Území farnosti
Do farnosti náleželo území obcí:
- Havraň s osadami Moravěves (Morawes)[p 2] a Saběnice (Sabnitz)[p 2]
- Lišnice s osadami Koporeč (Koppertsch)[p 2] a Nemilkov (Nemelkau)[p 2]

## Římskokatolické sakrální stavby a místa kultu na území farnosti
| | Fotografie | Stavba                     | Místo   | Bohoslužby                      | Zeměpisné souřadnice            | Status                                                                          | Číslo kulturní památky                      |
| Kostel | Kostel     | Kostel                     | Kostel  | Kostel                          | Kostel                          | Kostel                                                                          | Kostel                                      |
| --- | ---------- | -------------------------- | ------- | ------------------------------- | ------------------------------- | ------------------------------------------------------------------------------- | ------------------------------------------- |
| 1. |            | Kostel sv. Vavřince        | Havraň  | bližší informace o bohoslužbách | 50°26′30″ s. š., 13°36′4″ v. d. | do 31. prosince 2012 farní kostel, poté filiální kostel farnosti Vtelno u Mostu | 42910/5-324 (Pk•MIS•Sez•Obr•WD) (Q12031027) |
| Kaple |            |                            |         |                                 |                                 |                                                                                 |                                             |
| 2. |            | Kaple sv. Jana Nepomuckého | Lišnice | bližší informace o bohoslužbách | 50°27′15″ s. š., 13°38′0″ v. d. | zámecká kaple                                                                   | (Q78789724)                                 |
| Některé drobné sakrální stavby a pamětihodnosti lze dohledat zde v databázi Drobné sakrální památky Zaniklé sakrální stavby lze dohledat zde v databázi Poškozené a zničené kostely, kaple a synagogy v České republice |            |                            |         |                                 |                                 |                                                                                 |                                             |

Ve farnosti se mohou nacházet i další drobné sakrální stavby, místa římskokatolického kultu a pamětihodnosti, které neobsahuje tato tabulka.

## Galerie sakrálních pamětihodností ve farnosti

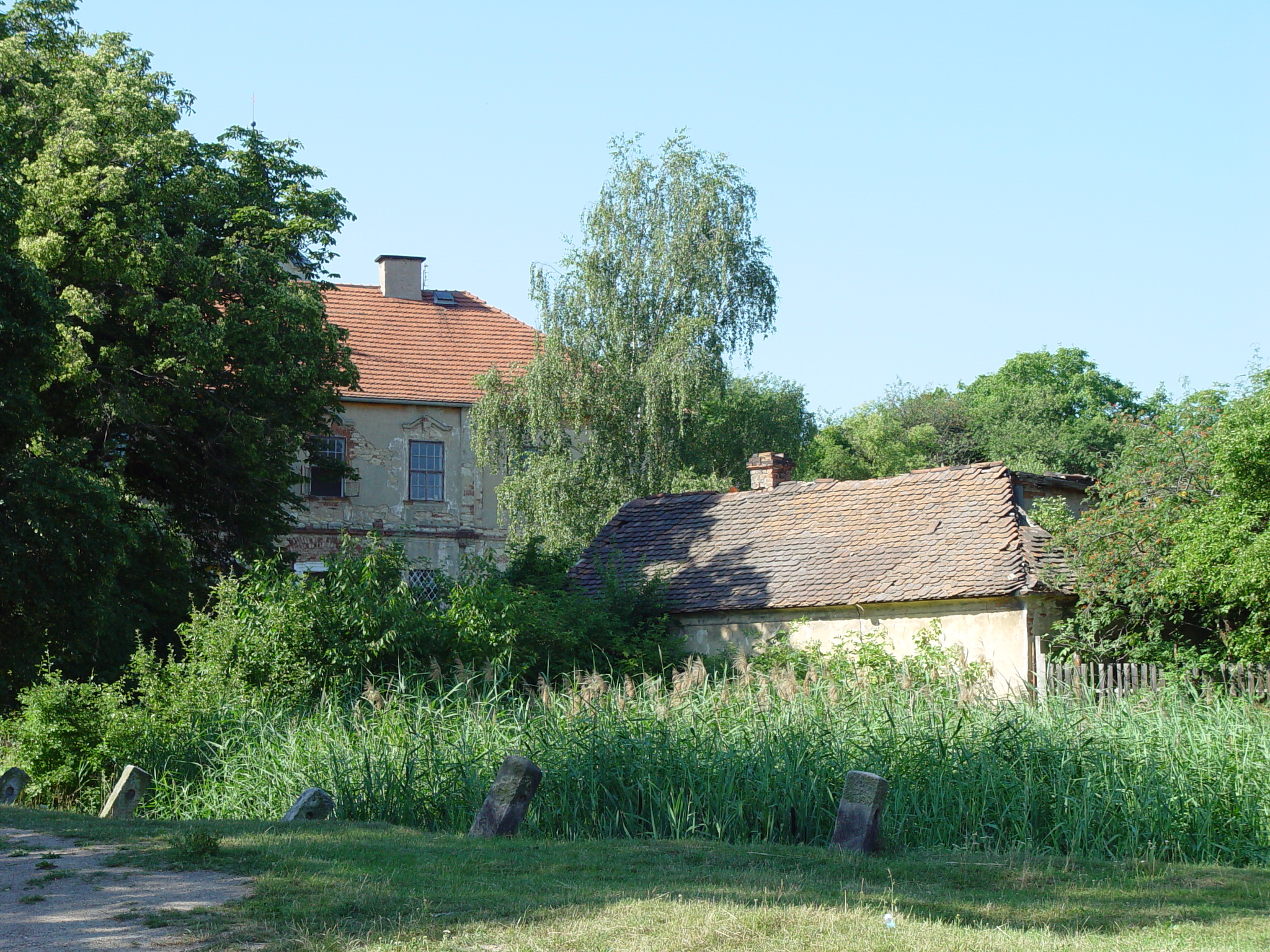
Fara v Havrani
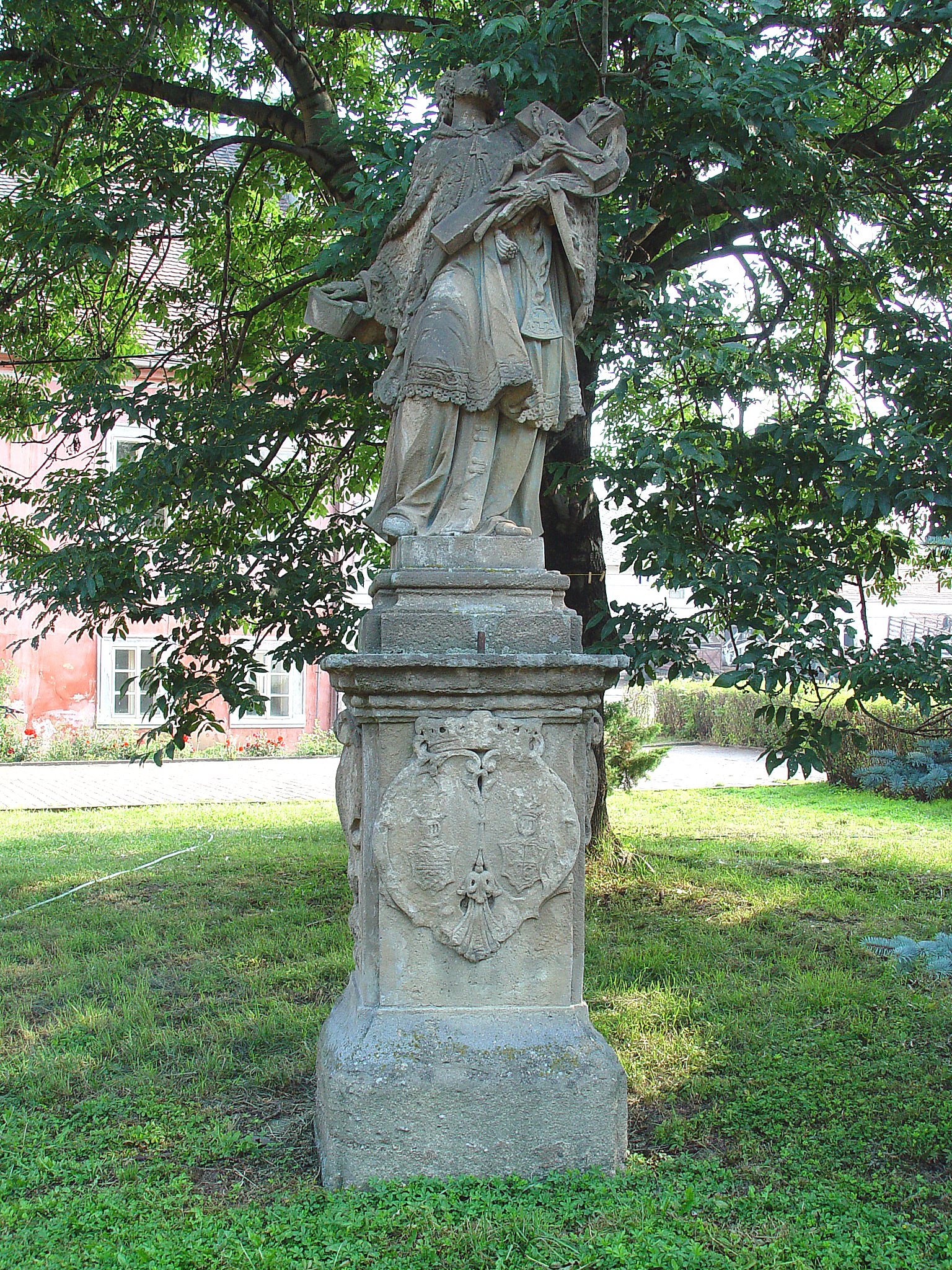
Socha sv. Jana Nepomuckého v Lišnici
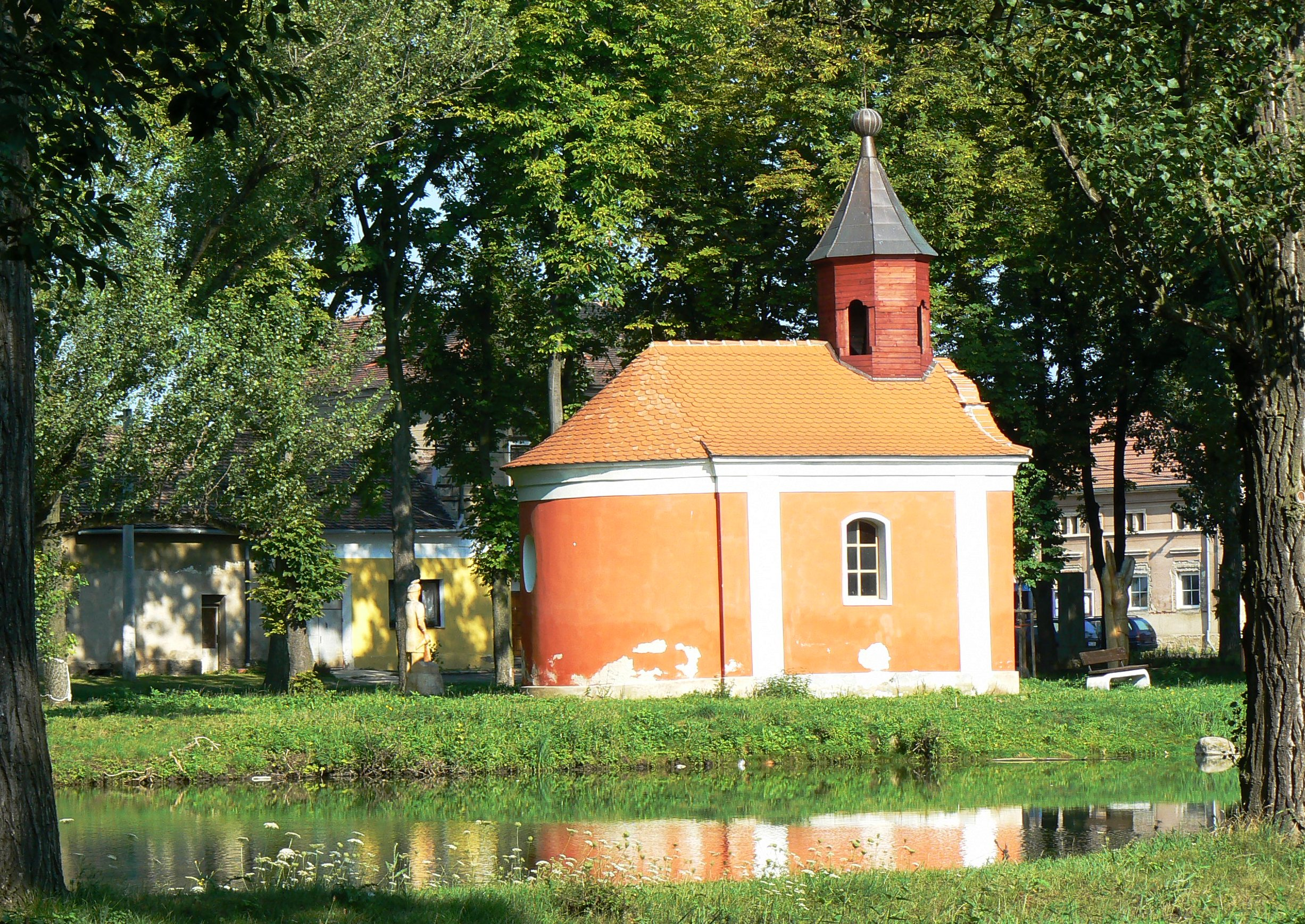
Kaplička v Moravěvsi